# Дудин монастырь
Амвро́сиев Никола́евский Дуди́н монасты́рь — православный мужской монастырь на правом крутом берегу Оки в Богородском районе Нижегородской области. Расстояние до Богородска — 11 км.

## География
С деревней Подъяблонное монастырь связывает грунтовая дорога длиною 2 км, а перед деревней Тетерюгино начинается лестница, ведущая к монастырю.

## История
Первое упоминание о Дудине монастыре относится к 1408 году. По некоторым сведениям, его посещал преподобный Сергий Радонежский по дороге из Нижнего Новгорода. В 1593 году в нём построена колокольня, ставшая первым каменным сооружением.
В 1620-х годах в монастыре, помимо каменной колокольни, насчитывалось три деревянных храма: Успенский собор, Никольская церковь и на берегу Оки церковь Илии Пророка.
В 1638 году указом царя Михаила Феодоровича из Путивля на жительство в Амвросиев Дудин монастырь были направлены иноки и служащие Мгарского Лубенского монастыря, ушедшие в Русское царство от гонений на православную веру и насаждения униатства в Речи Посполитой.
С 1676 года монастырь по грамоте царя Феодора Алексеевича передан в ведение патриарха и стал именоваться Патриаршим домовым монастырём. 2 февраля 1677 года по указу патриарха Иоакима заложен Успенский храм — единственный частично сохранившийся до наших дней. 
В 1785 году при Екатерине II монастырь был упразднён и стал приходским храмом села Подъяблонного.
В 1920-е годы была утрачена чтимая чудотворная икона Николая Чудотворца. А в 1939 году был закрыт и приходской храм.

### Восстановление монастыря
Приходской совет Успенской церкви образован в октябре 2000 года. 2 августа 2001 года благочинный Богородского округа священник Святослав Кутковец отслужил молебен Илье-пророку, после чего вплоть до 2006 года молитва священника в этих древних стенах не звучала.
В 2006 году, через неделю после первого посещения крестным ходом с Владимирской-Оранской иконой Божией Матери разрушенного монастыря, в приход был назначен священник Василий Кривченков, возобновились молебны, службы, начались восстановительные работы.
В 2007 году монастырь вновь посетил крестный ход с Владимирской-Оранской иконой Божией Матери, а вскоре после этого с визитом приехал архиепископ Нижегородский и Арзамасский Георгий, который благословил восстанавливать здесь мужской монастырь со строгим уставом.
В феврале 2007 года на первом заседании комиссии по вопросам передачи религиозным организациям имущества религиозного назначения было принято решение рекомендовать Правительству Нижегородской области передать ансамбль Амвросиева Дудина монастыря в безвозмездное пользование. 25 мая 2007 года был организован попечительский совет, главой которого назначен генеральный директор ЗАО «Пирс» Александр Иванович Шкилев.

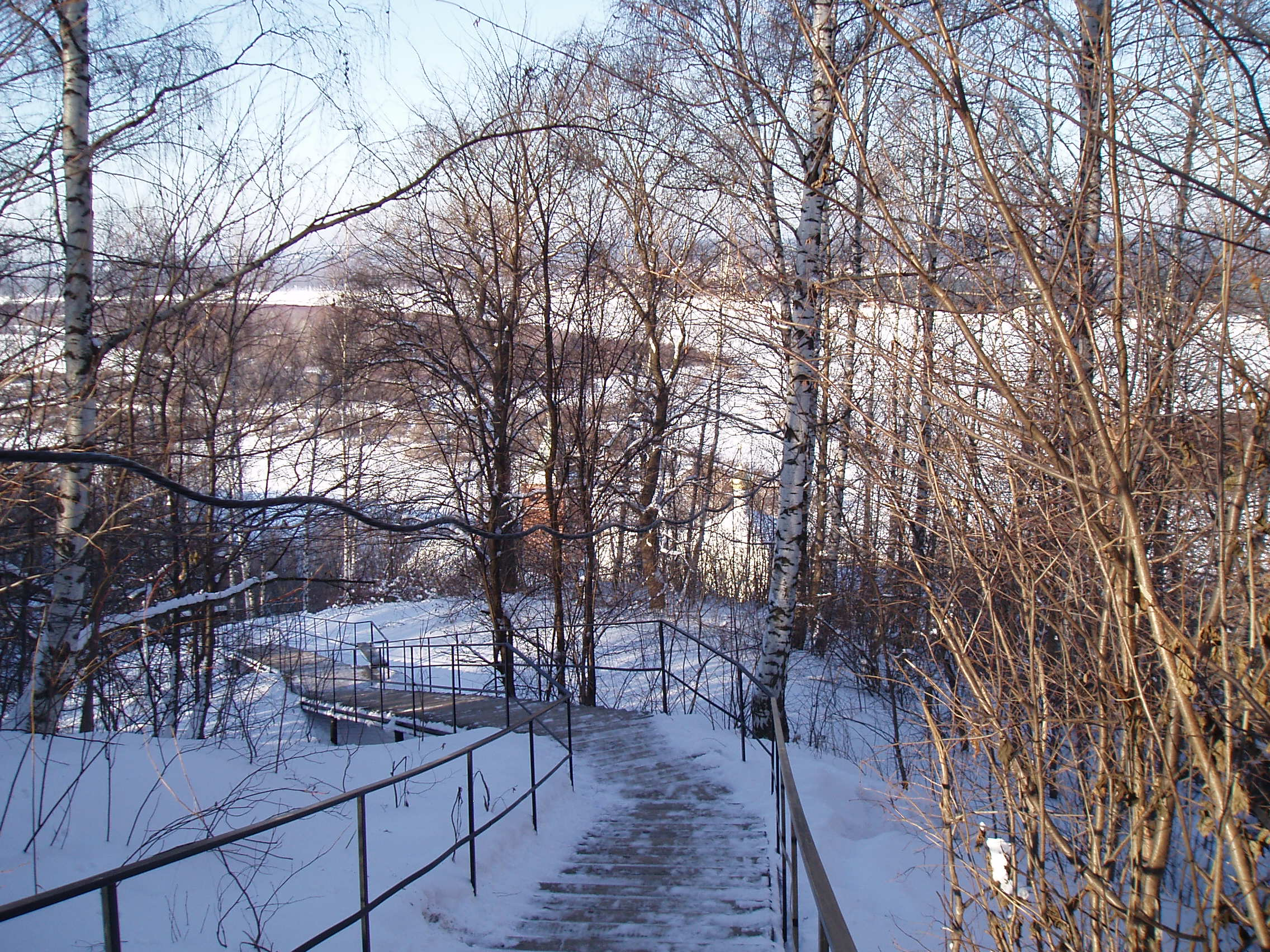
Лестница к монастырю

25 июня 2007 года около монастыря был установлен самый большой в Нижегородской области 9-метровый поклонный крест, весом 2 тонны, который был доставлен вертолётом. После установки креста территорию монастыря площадью около 400 квадратных метров начали обносить деревянным забором по аналогии с бывшем здесь ранее трехметровым каменным.
В 2007—2008 годах на 150 метровом склоне обустроена лестница.
По сообщению старосты приходской общины Андрея Болдырева, к марту 2008 года была подведена автомобильная дорога, обитель обнесена деревянным забором длиной 400 метров, подведено электричество, построен дом для насельников монастыря, началось строительство фундамента колокольни, оформлены документы на монастырские земли. 9 марта 2008 года владыкой Георгием была освящена молельная комната.
7 мая 2008 года была совершена первая после многолетнего запустения Божественная литургия. После литургии архиепископ Георгий сказал:

Это место святое и намоленное. Наши предки освятили эту землю постом, бдением и молитвой, а сегодня в нашей жизни это оскудело. И нам надо не столько создавать новое, сколько вернуться к корням, к тем местам, где в веках совершалась молитва, потому что мы с вами совершенно немощны не столько телом, сколько духом.
В нашей жизни нам нужны подпорки и костыли, дабы нам не споткнуться. А здесь люди подвизались в молитве, как адаманты веры. И заботы о том, чтобы эти святыни возрождались, нужны именно нам. Когда мы очищаем их, мы ощущаем и видим, какая идет благодатная и живительная влага из этих источников. Мы к ним притекаем, чтобы пить воду живую, воду для жизни вечной — врачевать свои души и тела, трезвиться умом и возгораться сердцем ко Господу.

23 мая 2008 года в монастыре появились первые насельники: отец Серафим (Сокольщик) и послушник Василий Стегура, а Владыка совершил молебен святителю Николаю. 
26 мая 2008 года через монастырь прошёл крестный ход с чудотворной Оранской иконой Божией матери.

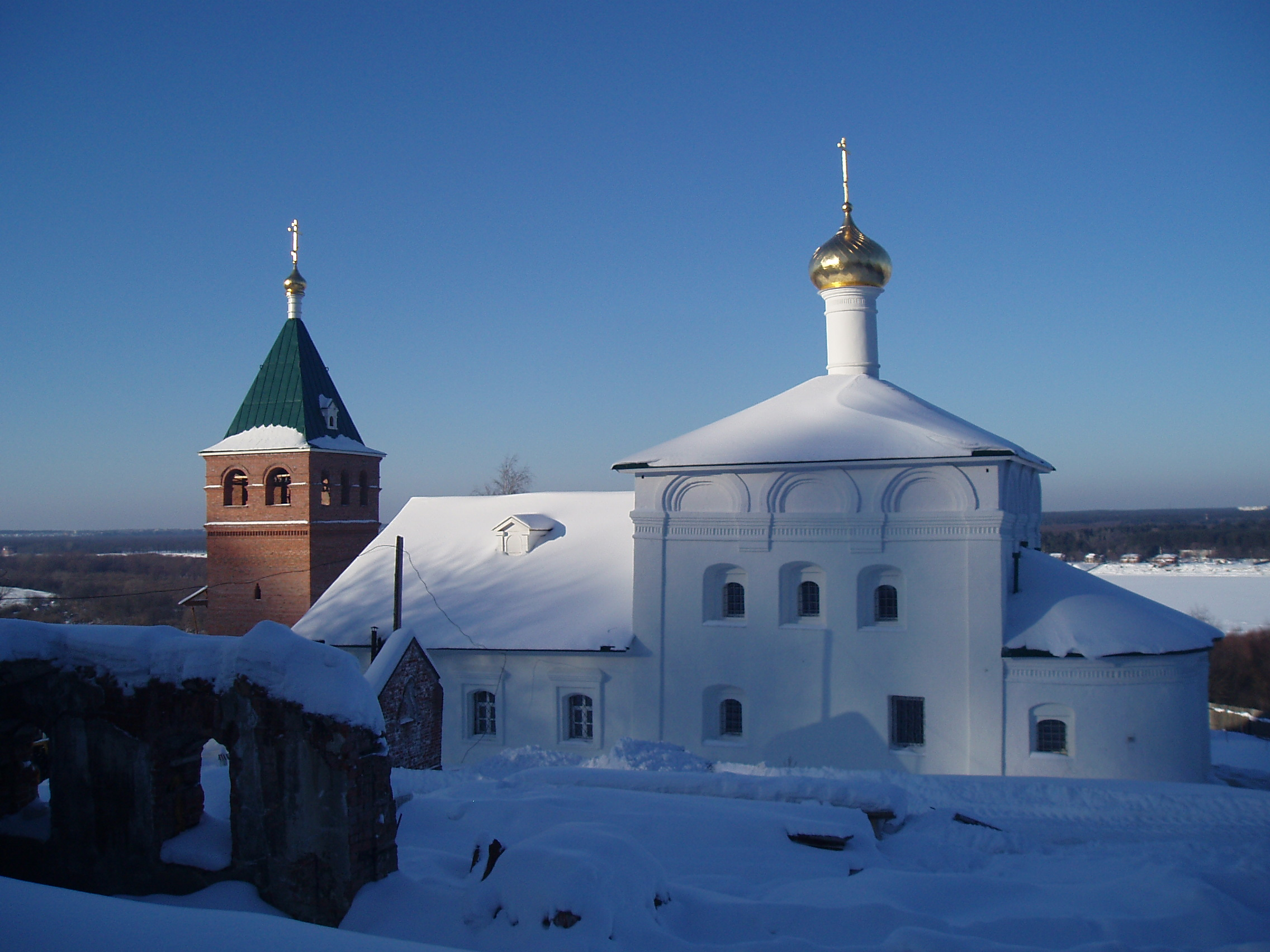
Восстановленные Успенская церковь и колокольня

30 декабря 2008 года освящены и установлены на колокольню шатер с куполом, крест и колокола, а 23 февраля 2009 года  — купол и крест восстанавливающегося Успенского храма.
6 мая 2009 года архиепископ Нижегородский и Арзамасский Георгий вместе с архиепископом Сергиево-Посадским Феогностом и епископом Брянским и Севским Феофилактом совершил Божественную литургию в Успенском храме. К этому времени к подсобным работам по восстановлению монастыря были привлечено 20 студентов Нижегородской духовной семинарии.

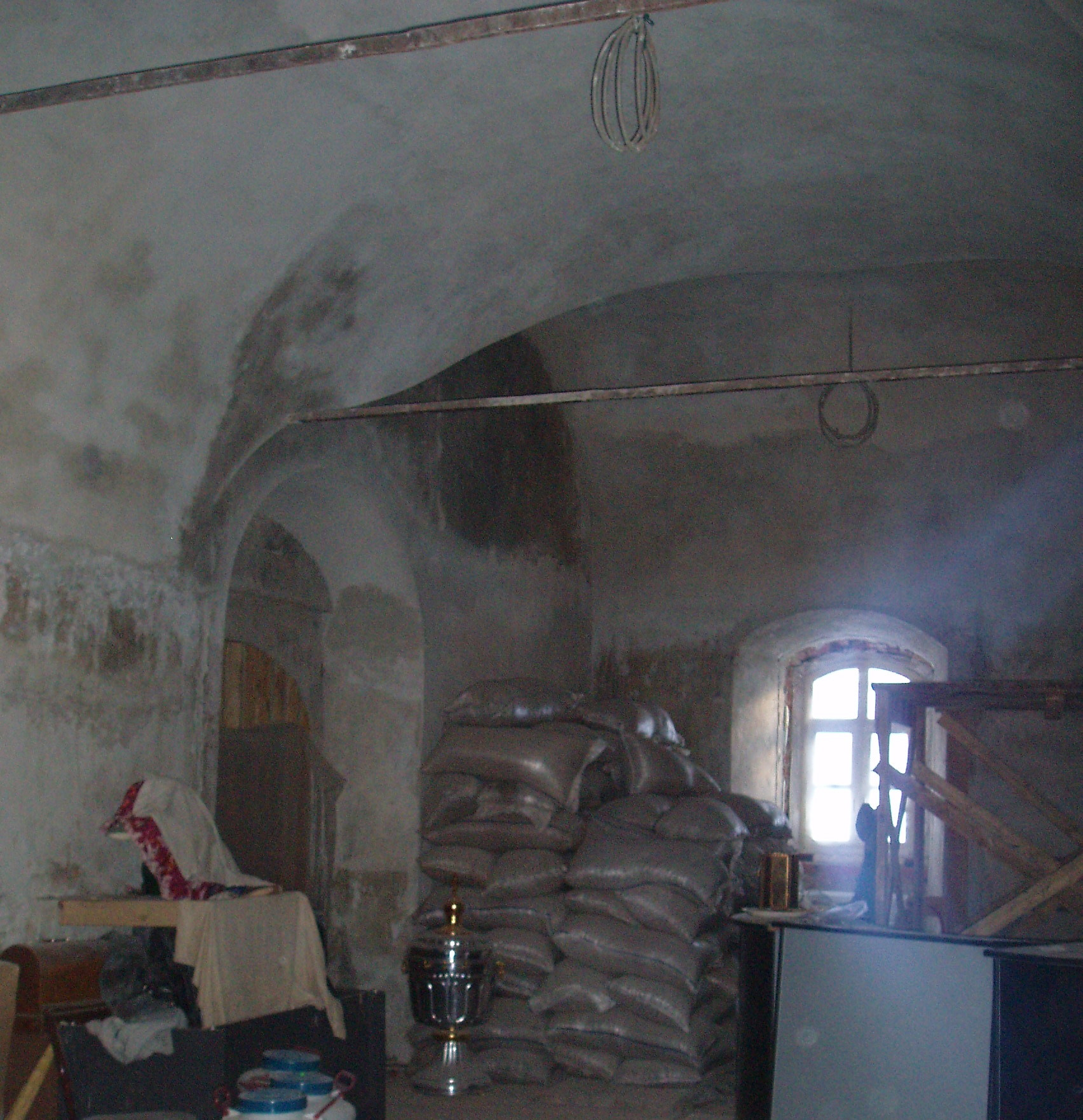
Отделочные работы в притворе Успенской церкви

23 августа 2009 года был освящён главный придел Успенского храма.
Перед совершением чина освящения архиепископ Нижегородский и Арзамасский Георгий обратился к собравшимся в храме:

Когда мы начинали восстанавливать этот монастырь, казалось, что это почти невозможно — настолько он был разрушен. Все то время, что здесь ведутся работы, мы сталкиваемся с самыми разнообразными трудностями. Но, вопреки всем препятствиям, храм построен, в нём много верующих и, что самое главное, — много детей и молодёжи. А это означает, что мы трудились не зря.
Во время службы состоялась хиротония — строитель монастыря иеродиакон Никон (Ивашков) был рукоположён в иеромонахи.
После освящения главного придела усилия были направлены на отделку придела в честь святителя Николая Чудотворца. 6 июня 2015 года митрополит Георгий освятил Никольский придел.

## Святые источники
Из-под горы бьют два святых источника — Николая Угодника и Сергия Радонежского.
Источник во имя Сергия Радонежского отмечен ещё на плане XVII века.

## Настоятели
- Пафнутий (1617—1620)
- Палладий (Юрьев) (1752—1753)
- Иона (Семёнов) (середина XVIII века)
- 10 июля 2006 года[26] — 19 февраля 2008 года[27] — иерей Василий Алексеевич Кривченков
до назначения  был штатным клириком Крестовоздвиженского женского монастыря[26].
далее — назначен штатным клириком Николаевского Георгиевского женского монастыря[27].
- 19 февраля 2008 года[28] — протоиерей Игорь Николаевич Покровский
с 31 июля 2007 года был настоятелем Спасо-Преображенской церкви[29].
- 26 мая 2009 года строителем восстанавливаемого монастыря был назначен иеродиакон Никон (Ивашков)[30]. Настоятелем монастыря был назначен архимандрит Александр.